# Тягунов, Роман Львович
Роман Львович Тягунов (28 июля 1962, Свердловск, РСФСР, СССР — 31 декабря 2000, Екатеринбург, Россия) — русский поэт.

## Биография
Родился в Свердловске. Отец, Лев Иванович Тягунов — математик. Мать, Алла Анатольевна (урожд. Богатырёва) — журналист, преподаватель литературы. Отсюда тяга Романа Тягунова к поэзии и к математике. Младшая сестра — Наталья.
В юности занимался скалолазанием, окончил математическую школу, поступил на математико-механический факультет Уральского государственного университета, но не доучился. Работал программистом, в середине 1980-х занялся предпринимательством, торговал сначала трикотажными шапочками и китайскими часами, позднее золотом и предметами искусства.
Работал рекламистом-копирайтером, участвовал в предвыборных кампаниях, в том числе одного из лидеров уралмашевской ОПГ Александра Хабарова.
Дружил с ведущими литераторами региона того времени — Борисом Рыжим, Олегом Дозморовым, Евгением Ройзманом, Евгением Касимовым, Дмитрием Рябоконем.
Несколько раз состоял в официальных и гражданских браках. У Тягунова родилось трое детей — Василий, Егор и Александр.

### Роман Тягунов и Борис Рыжий
Роман Тягунов и Борис Рыжий были друзьями. Они знали друг о друге давно, общаться стали с 1999 года. У Тягунова есть стихи, посвящённые Рыжему («Нам стирают память…» и др.), а у Рыжего — стихи, посвящённые Тягунову («Достаю из кармана упаковку дурмана…», «Вышел месяц из тумана…» и др.).
У Бориса Рыжего было очень высокое мнение о стихах Тягунова. Он активно пытался помочь ему опубликоваться. В результате стараниями Рыжего, являвшегося сотрудником журнала «Урал», в январе 2000 года в нём вышла подборка стихов Романа Тягунова.

### Роман Тягунов и Евгений Ройзман
Роман Тягунов близко общался с Евгением Ройзманом; они были интересны друг другу и в поэтическом, и в человеческом плане. У Тягунова есть несколько стихотворений, посвящённых Ройзману («Творо́г и тво́рог. Ворог и варяг…», «у меня одни долги…», «У политика — цвет изумруда…»). Тягунов писал антинаркотические слоганы для фонда «Город без наркотиков» (например, палиндром «Игле не лги» и др.).

## Творчество
Тягунов писал лирические стихотворения, гражданскую лирику, игровую поэзию, палиндромы. Отличительные черты: лёгкая, игровая форма и серьёзное содержание; неожиданные, невидимые связи между явлениями и предметами. Стихи Тягунова афористичны и меметичны. В раннем творчестве Тягунова заметно его увлечение математикой.

### Книги
При жизни книг не выходило.
В 2000 году был выпущен настенный календарь, сделанный совместно с дизайнером Евгением Охотниковым (псевдоним «Максим Меньшиков»). Тягунов написал на каждый месяц календаря по стихотворению, однако календарь вышел без указания авторства. В 2012 году стихи были напечатаны в восьмом номере журнала «Урал» уже с фамилией Тягунова.
Посмертно вышла первая книга «Стихи» (Издательство Уральского университета, Екатеринбург, 2001). В 2011 году вышла книга стихов «Библиотека имени меня» (Издательский дом «Автограф», Екатеринбург, составитель — Е. П. Касимов). В 2012 году редакцией журнала «Урал» был выпущен аудио-диск «Трибьют Тягунову», где его стихи читают Олег Дозморов, Дмитрий Рябоконь, Юрий Казарин, Евгений Ройзман и др.. В 2017 году вышла книга воспоминаний о Романе Тягунове «Азбука имени» (составитель — Надежда Колтышева). В феврале 2018 года в музее «Литературная жизнь Урала XX века» состоялся спектакль «Сон Романа Тягунова» (режиссёр-постановщик — Александра Комадей).

### Реклама
С начала 90-х Тягунов работал копирайтером и писал рекламные слоганы. Кандидат философских наук Георгий Цеплаков сравнивал Тягунова с персонажем романа Виктора Пелевина «Generation «П»» Вавиленом Татарским.

## Премия «Мрамор» и гибель
Роман Тягунов организовал летом 2000 года конкурс на лучшее стихотворение о вечности. В жюри вошли поэты: Тягунов, Рыжий, Дозморов, Рябоконь, а также художники Охотников и Виктор Махотин. Победитель по условиям конкурса получал прижизненный памятник с высеченными на нём строчками его стихотворения. Спонсором выступила фирма «Мрамор», занимающаяся изготовлением надгробных памятников.
Ближе к концу 2000 года между членами жюри возникли серьёзные разногласия: Рябоконь подозревал Тягунова в присвоении денег, выделенных организаторами. Позже владельцы «Мрамора» стали требовать от Тягунова возврата денег или обмен на PR-услуги, а Роман пытался разделить ответственность с остальными членами жюри.
Тягунов загадочно погиб в ночь с 30 на 31 декабря 2000 года. Он был найден выпавшим из окна пятого этажа дома по улице Челюскинцев.  По мнению Дозморова, гибель Тягунова стала одной из причин самоубийства Бориса Рыжего через пять месяцев.
Похоронен на Северном кладбище Екатеринбурга.